# Nihon kōki
Le Nihon kōki (日本後紀, Chroniques postérieures du Japon) est un texte d'histoire du Japon commandé officiellement. Complété en 840, il s'agit du troisième volume de la série des Rikkokushi. Il couvre les années 792 à 833.

## Contexte
À la suite de la précédente histoire nationale, le Shoku nihongi de 797, l'empereur Saga ordonne en 819 la compilation des années écoulées depuis. Le texte est édité principalement par Fujiwara no Otsugu, Minamoto no Tokiwa, Fujiwara no Yoshino et Fujiwara no Yoshifusa et achevé en 840.
Presque tout le texte a été perdu lors des guerres d'Ōnin et de Bunmei à la fin du XVe siècle. Des quarante volumes originaux, seuls dix nous sont parvenus : 5, 8, 12, 13, 14, 17, 20-22 et 24.

## Contenu
Écrit en style kanbun, l'ouvrage couvre les années 792 à 833. Il s'étend sur quatre règnes impériaux : empereur Kammu, empereur Heizei, empereur Saga et empereur Junna. Le texte est caractéristique en ce qu'il contient des critiques des empereurs et des officiels ainsi que de la poésie.